# Келминц ан дер Илер
Келминц ан дер Илер (њем. Kellmünz an der Iller) град је у њемачкој савезној држави Баварска. Једно је од 17 општинских средишта округа Ној-Улм. Према процјени из 2010. у граду је живјело 1.366 становника. Посједује регионалну шифру (AGS) 9775132.

## Географски и демографски подаци
Келминц ан дер Илер се налази у савезној држави Баварска у округу Ној-Улм. Град се налази на надморској висини од 541 метра. Површина општине износи 8,5 km². У самом граду је, према процјени из 2010. године, живјело 1.366 становника. Просјечна густина становништва износи 160 становника/km².